# Indonesia International 2014
Die Indonesia International 2014 im Badminton fanden vom 12. bis zum 16. August 2014 in Jakarta statt.

## Sieger und Platzierte
| Disziplin    | Gold                                     | Silber                                 | Bronze                                       |
| ------------ | ---------------------------------------- | -------------------------------------- | -------------------------------------------- |
| Herreneinzel | Lee Hyun-il                              | Jonatan Christie                       | Setyaldi Putra Wibowo                        |
| Herreneinzel | Lee Hyun-il                              | Jonatan Christie                       | Alamsyah Yunus                               |
| Dameneinzel  | Mayu Matsumoto                           | Hera Desi Ana Rachmawati               | Goh Jin Wei                                  |
| Dameneinzel  | Mayu Matsumoto                           | Hera Desi Ana Rachmawati               | Ho Yen Mei                                   |
| Herrendoppel | Fajar Alfian Muhammad Rian Ardianto      | Fran Kurniawan Agripina Prima Rahmanto | Stefan Indra Hapsara Ismail Risky Hidayat    |
| Herrendoppel | Fajar Alfian Muhammad Rian Ardianto      | Fran Kurniawan Agripina Prima Rahmanto | Ronald Alexander Hafiz Faizal                |
| Damendoppel  | Suci Rizky Andini Tiara Rosalia Nuraidah | Shendy Puspa Irawati Vita Marissa      | Anggia Shitta Awanda Della Destiara Haris    |
| Damendoppel  | Suci Rizky Andini Tiara Rosalia Nuraidah | Shendy Puspa Irawati Vita Marissa      | Melvira Oklamona Melati Daeva Oktavianti     |
| Mixed        | Ronald Alexander Melati Daeva Oktavianti | Muhammad Rizal Vita Marissa            | Alfian Eko Prasetya Gloria Emanuelle Widjaja |
| Mixed        | Ronald Alexander Melati Daeva Oktavianti | Muhammad Rizal Vita Marissa            | Edi Subaktiar Annisa Saufika                 |